# Sakura (nome)
Sakura  è un nome proprio di persona giapponese femminile.

## Origine e diffusione

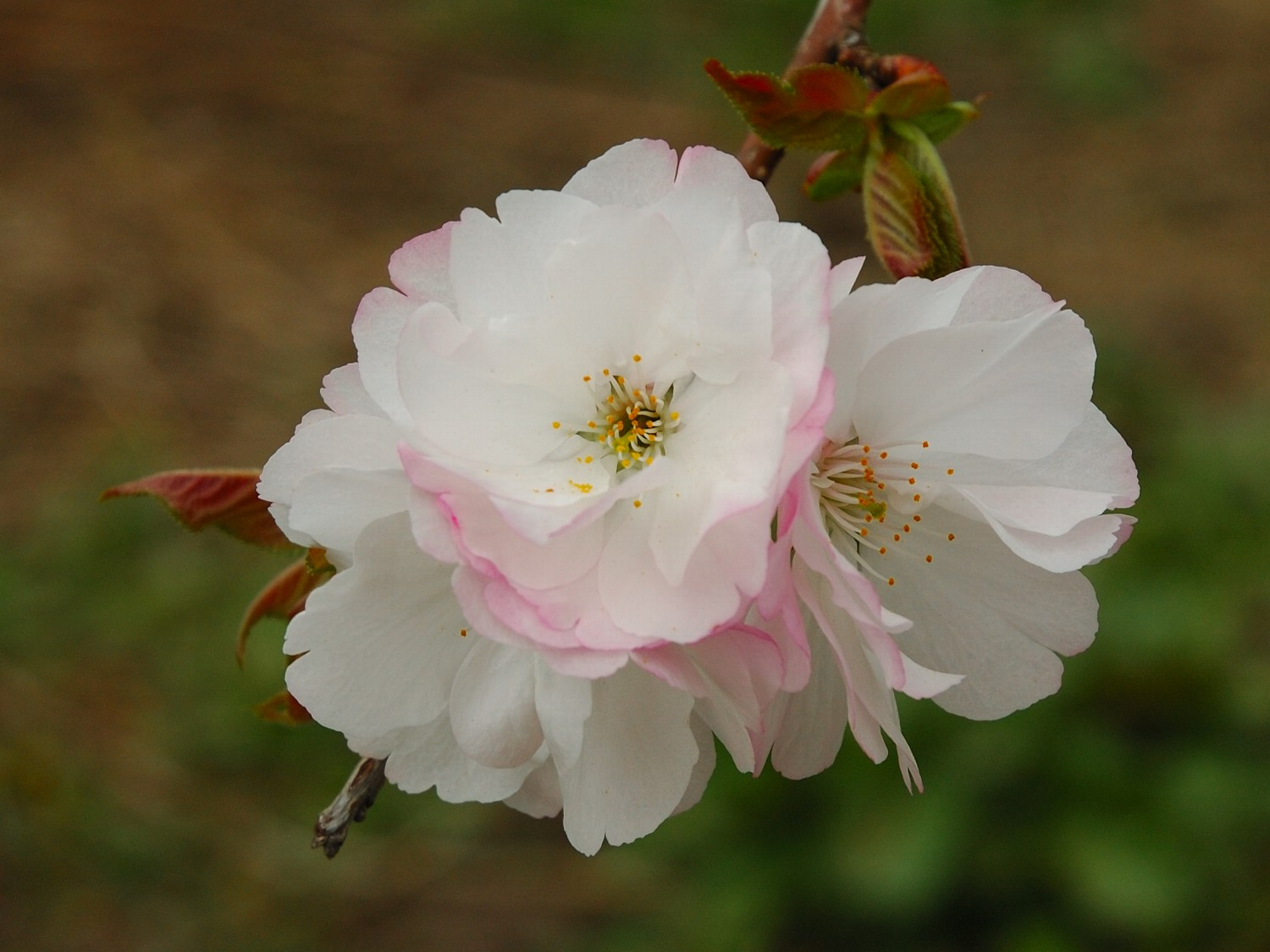
Fiori di ciliegio giapponese (Prunus serrulata)

Riprende il termine giapponese sakura, che significa "bocciolo di ciliegio", un simbolo di prosperità nella cultura giapponese. Con sakura si indica in particolare il fiore (e anche l'albero) di ciliegio giapponese (Prunus serrulata); il termine corrisponde al kanji 桜, tuttavia viene spesso scritto usando l'alfabeto hiragana, さくら (mentre in katakana è サクラ).
Alternativamente, può risultare dalla combinazione di più kanji, come ad esempio 咲 (saku, "bocciolo") e 良 (ra "buono", "virtuoso", "rispettabile").

## Onomastico
Il nome è adespota, non essendo portato da alcuna santa, quindi l'onomastico ricade il 1º novembre, giorno di Ognissanti.

## Persone
- Sakura Andō, attrice giapponese
- Sakura Miyawaki, idol giapponese

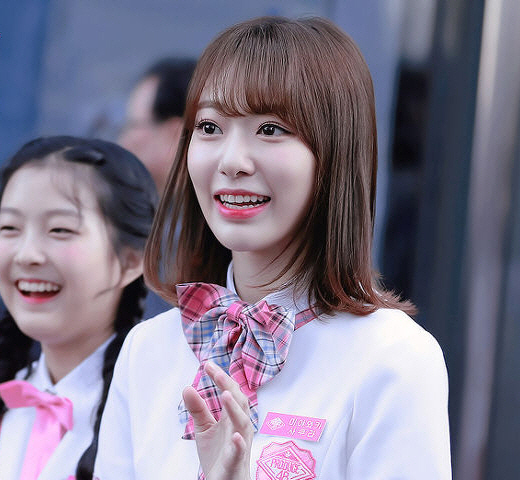
Sakura Miyawaki

- Sakura Motoki, lottatrice giapponese
- Sakura Noshitani, ginnasta giapponese
- Sakura Tange, doppiatrice e cantante giapponese
- Sakura Yosozumi, skater giapponese

## Il nome nelle arti
- Sakura è un personaggio della serie manga e anime Tsubasa RESERVoir CHRoNiCLE.
- Sakura è un personaggio della serie manga e anime Lamù.
- Sakura è un personaggio della serie manga e anime La regina dei mille anni.
- Sakura è un personaggio della serie manga La spada incantata di Sakura.
- Sakura Haruno è un personaggio della serie manga e anime Naruto.
- Sakura Kasugano è un personaggio della serie di videogiochi Street Fighter.
- Sakura Kinomoto è un personaggio della serie manga e anime Card Captor Sakura.
- Sakura Matō è un personaggio della visual novel e serie anime Fate/stay night.
- Sakura Sakurakoji è un personaggio della serie manga Code: Breaker.
- Sakura Shinguji è un personaggio della serie di anime e videogiochi Sakura Wars.
- Sakura Yamauchi è un personaggio del romanzo, dei due omonimi manga e dell'omonimo film Voglio mangiare il tuo pancreas